# Ella-Maria Gollmer
Ella-Maria Gollmer (* 1. Juni 1994 in Potsdam, Brandenburg) ist eine deutsche Schauspielerin.

## Karriere
Für das Musikvideo When The Children Cry von Mark ’Oh stand Gollmer 2002 mit acht Jahren das erste Mal vor der Kamera. Im Jahr 2007 folgte ihr Kinodebüt in Wilde Kerle 5: Hinter dem Horizont und 2008 spielte sie in Die Gräfin (Regie: Julie Delpy) die Rolle der jungen Gräfin Báthory. Unter der Regie von Christian Ditter übernahm sie in den Filmen Vorstadtkrokodile 2 und 3 die Ensemble-Hauptrolle Jenny. Es folgten weitere Rollen in Kino- und Fernsehfilmen sowie -serien.

## Filmografie

### Kino
- 2008: Die Wilden Kerle 5
- 2009: Die Gräfin (The Countess)
- 2010: Vorstadtkrokodile 2
- 2011: Vorstadtkrokodile 3
- 2011: Wickie auf großer Fahrt
- 2011: Der Versuch, ruhig zu atmen (Kurzfilm)
- 2013: Ostwind (Nebenrolle)
- 2014: Doktorspiele
- 2016: 20x (Kurzfilm)
- 2016: Jonathan
- 2017: Under a Blood Red Sky
- 2019: Bobby Braun (Kurzfilm)

### Fernsehen
- 2007: Inga Lindström: Vickerby für immer
- 2010: Rosannas Tochter
- 2011: Unter Verdacht – Persönliche Sicherheiten
- 2011: Der Bergdoktor – Um Leben und Tod
- 2012: Herbstkind
- 2012: Der Cop und der Snob
- 2013: Neue Adresse Paradies
- 2013: SOKO 5113 – Der falsche Weg
- 2013: Die Chefin – Familienbande
- 2015: Der Alte – Die Gunst der Stunde
- 2016: Papa und die Braut aus Kuba[1]
- 2016: Alles aus Liebe
- 2018: Bier Royal
- 2018: Um Himmels Willen – Brautalarm[2]
- 2018–2021: In aller Freundschaft – Die jungen Ärzte
- 2018: Technically Single (Webserie)
- 2019: Die Bergretter – Herzschmerz
- 2021: Für immer Eltern
- 2021: Der Kroatien-Krimi  – Jagd auf einen Toten
- 2024: Watzmann ermittelt – Sommerschnee (Fernsehserie)